# Marek Szymański (oficer)

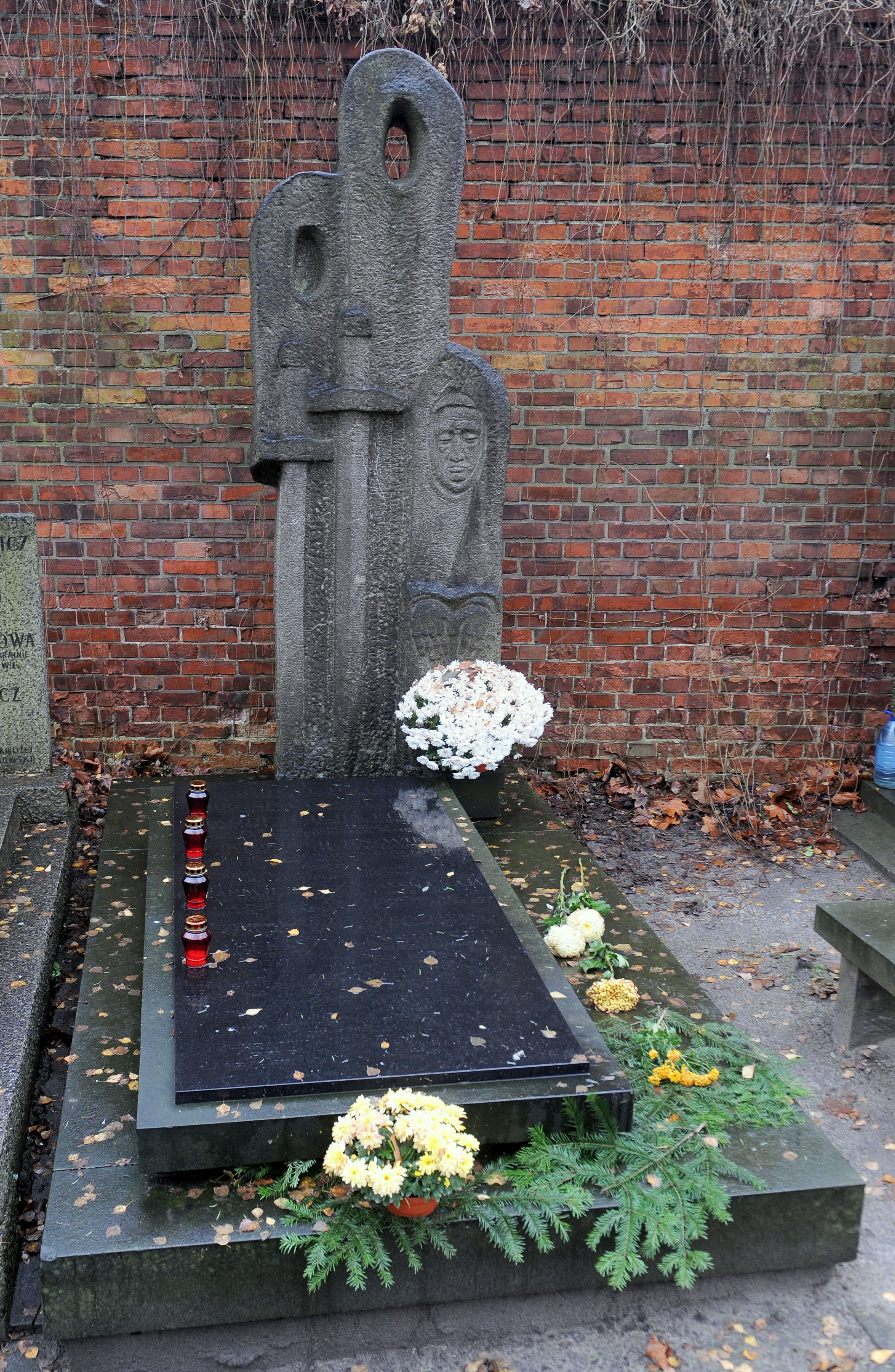
Grób Marka Szymańskiego „Sępa” na cmentarzu Powązkaowskim

Marek Szymański, ps. Sęp, Rafał, Czarny (ur. 25 kwietnia 1916 w Końskich, zm. 27 marca 1996 w Warszawie) – polski dziennikarz, kapitan saperów Wojska Polskiego i żołnierz Armii Krajowej.

## Życiorys
Urodził się w rodzinie Mariana i Marii Szymańskich. W latach 1927–1930 uczęszczał do Gimnazjum w Końskich. W latach 1930–1936 służył w Korpusie Kadetów nr 2 w Chełmnie. Od 21 września 1936 do 3 stycznia 1937 był słuchaczem Szkoły Podchorążych Rezerwy Saperów w Warszawie, a od 4 stycznia 1937 do 12 sierpnia 1939 Szkoły Podchorążych Saperów w Warszawie. 1 września 1939 otrzymał awans na podporucznika i dostał przydział do Armii Łódź w 28 batalionie saperów.
Po kampanii wrześniowej, w październiku 1939, przyjęty został do Oddziału Wydzielonego WP mjr. Henryka Dobrzańskiego „Hubala” początkowo na stanowisko kwatermistrza, później mianowany dowódcą piechoty. Uczestnik Wywiadu Wschodniego KG ZWZ OSR. II Północ-Wilno.
W sierpniu 1942 powrócił do Warszawy. Po awansie na porucznika został dowódcą oddziału dyspozycyjnego KG AK, zmieniając pseudonim na Czarny. Od marca do połowy lipca 1944 walczył w Kompanii Warszawskiej 27 Wołyńskiej Dywizji AK jako zastępca dowódcy, a następnie w powstaniu warszawskim w batalionie „Czata 49” Zgrupowania „Radosław”. Ciężko ranny, przewieziony przez Wisłę, trafił na leczenie do Lublina. Tam aresztowany przez Urząd Bezpieczeństwa, został skazany na 10 lat i wysłany do Wronek.
Po amnestii w Warszawie poświęcił się dziennikarstwu. Opublikował Oddział majora „Hubala”. Warszawa: Książka i Wiedza, 1986. ISBN 83-05-11561-5. Brak numerów stron w książce
Zmarł w Warszawie, pochowany na cmentarzu Powązkowskim (kwatera 188-3-40,41).

## Ordery i odznaczenia
- Krzyż Srebrny Orderu Virtuti Militari (1944)
- Krzyż Oficerski Orderu Odrodzenia Polski
- Krzyż Kawalerski Orderu Odrodzenia Polski (1974)
- Krzyż Walecznych (czterokrotnie)
- Złoty Krzyż Zasługi (1969)
- Krzyż Partyzancki (1968)[4]
- Warszawski Krzyż Powstańczy (1981)[5]
- Krzyż Armii Krajowej (1967)

## Życie prywatne
Mąż Cezarii Iljin-Szymańskiej, architekt, bohaterki beletrystycznej opowieści historycznej nagrodzonej przez Związek Pisarzy na Obczyźnie w Londynie jako Najlepsza Książka Roku 2006: Aleksandra Ziółkowska-Boehm Kaja od Radosława czyli Historia Hubalowego krzyża, Warszawskie Wydawnictwo Literackie Muza, Warszawa 2006, 2014, ISBN 83-7319-975-6, ISBN 978-83-7758-635-8.

## Upamiętnienie
- Wymieniany w książce: Melchior Wańkowicz: „Hubalczycy”, Warszawa 1970 (wiele wydań. Pierwsze wydanie „Wrzesień Zagwiący”).
- Bohater książki: Cezaria Iljin-Szymańska: Kpt. Marek Szymański „Sęp”, „Rafał”, „Czarny”. Od legendy Hubala – do Wronek, Warszawa 2003.
- Jeden z głównych bohaterów książki Aleksandry Ziółkowskiej-Boehm Kaja od Radosława czyli historia Hubalowego krzyża.

W warszawskiej katedrze polowej jest tablica upamiętniająca Marka Szymańskiego.